# Romachaeta brachynotum
Romachaeta brachynotum är en insektsart som beskrevs av Maa 1963. Romachaeta brachynotum ingår i släktet Romachaeta och familjen Machaerotidae.
Artens utbredningsområde är Thailand. Inga underarter finns listade i Catalogue of Life.